# بيت القشري (الشعر)

تعديل مصدري - تعديل

بيت القشري محلة تابعة لقرية نجد حوشب، التابعة لعزلة مقنع بمديرية الشعر إحدى مديريات محافظة إب في الجمهورية اليمنية.، بلغ تعداد سكانها 49 حسب تعداد اليمن لعام 2004.